# Masahiro Ishikawa
Masahiro Ishikawa (født 23. maj 1990) er en japansk tidligere professionel fodboldspiller.
Han har spillet for flere forskellige klubber i sin karriere, herunder Tokushima Vortis og Grulla Morioka.